# Ortega (wit druivenras)

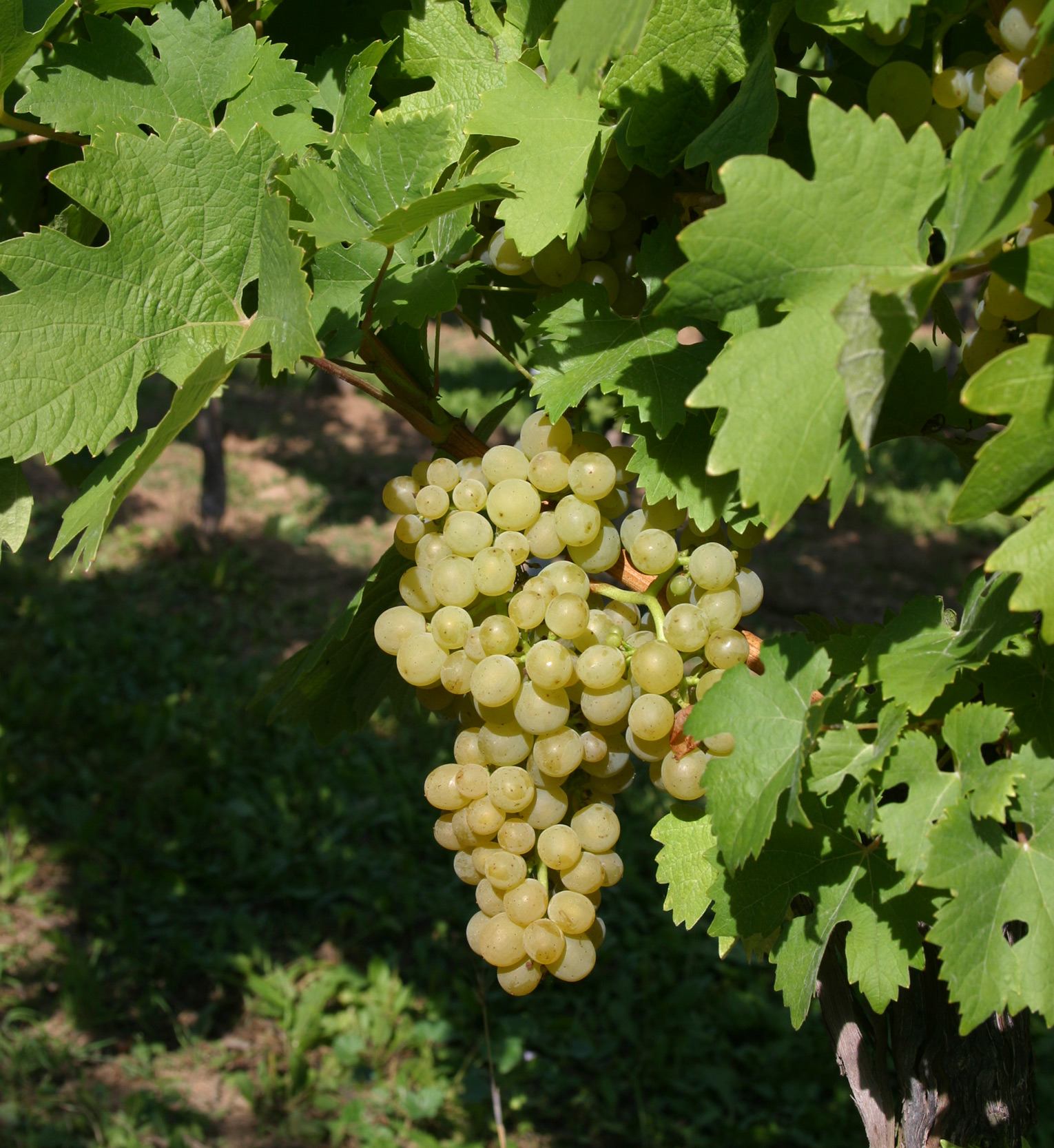
Bladeren en druiven van de ortega.

De ortega is een witte druif die gebruikt wordt voor witte wijn. Het is een kruising van de Müller-Thurgau x Siegerrebe. Zij werd gecreëerd in 1948 door de Duitse oenoloog Hans Breider van het Bayerischen Landesanstalt für Wein-, Obst- und Gartenbau (het Beierse instituut voor wijn-, fruit- en tuinbouw) in het Duitse Veitshöchheim. In 1972 is zij geclassificeerd en als variëteit beschermd sinds 1981. Breider koos de naam van deze druif ter ere van de Spaanse dichter en filosoof José Ortega y Gasset.
Het is een vroeg rijpende druif, niet erg gevoelig voor vorst en haalt toch een hoog mostgewicht dat veelal 20 graden Oechsle hoger ligt dan de Müller-Thurgau. Dat is dan ook de reden waarom zij dikwijls voor wat zoetere wijn gebruikt wordt die zich na lagering verbetert. Ortega-wijn is geconcentreerd en heeft een muskaat- en perzikachtig aroma. Ook wordt zij wel als tafeldruif gebruikt.
In 1994 waren er in Duitsland nog 1250 hectaren met deze druif beplant, maar het areaal neemt langzaam af. In 2008 was dat nog maar 634 ha.
In Engeland is de Ortega op kleine schaal ook aanwezig.